# Geoff Crossley
Geoffrey Crossley, detto Geoff (Baslow, 11 maggio 1921 – Headington, 7 gennaio 2002), è stato un pilota automobilistico britannico, ed ha partecipato a due Gran Premi di Formula 1 durante la stagione '49/'50.

## Formula 1
Ha preso parte al Gran Premio di Gran Bretagna del 13 maggio 1950 (prima gara del mondiale), dove, partito in diciassettesima posizione, si è ritirato al 44º giro per problemi di trasmissione, ed al Gran Premio del Belgio (quarta gara del mondiale) del 18 giugno 1950, dove, partito in dodicesima posizione, si è classificato al 9º posto, a 5 giri dal vincitore Juan Manuel Fangio. In entrambe le gare ha partecipato con una Alta.
Complessivamente, ha percorso 73 giri di gare valevoli per il mondiale di Formula 1, ed ha conquistato 0 punti mondiali. Si è ritirato dalle corse nel 1955.

## Risultati completi in Formula 1
| 1950 | Scuderia        | Vettura |     |  |  |  |   |  |  | Punti | Pos. |
| ---- | --------------- | ------- | --- |  |  |  | - |  |  | ----- | ---- |
| 1950 | Vettura Privata | Alta GP | Rit |  |  |  | 9 |  |  | 0     |      |

| Legenda | 1º posto     | 2º posto | 3º posto    | A punti         | Senza punti/Non class.  | Grassetto – Pole position Corsivo – Giro più veloce |
| Legenda | Squalificato | Ritirato | Non partito | Non qualificato | Solo prove/Terzo pilota | Grassetto – Pole position Corsivo – Giro più veloce |